# Hermann Beyer (Politiker)
Hermann Anton Beyer (* 19. April 1869 in Mittweida; † 1. März 1926 in Gera) war ein deutscher Gewerkschaftsfunktionär und Politiker (SPD, USPD).

## Leben
Beyer war evangelisch-lutherischer Konfession und heiratete am 4. Januar 1892 in Mittweida Johanne Christiane Therese Meißgeier. Seine Eltern waren Friedrich Anton Beyer und Auguste Wilhelmine, geb. Polster.
Er machte eine Lehre als Tischler und Stuhlbauer in Mittweida. Danach arbeitete er als Holzarbeiter und später hauptberuflich in der Gewerkschaft. Ab 1891 war er Vorsitzender der Filiale des Holzarbeiterverbandes in Mittweida, ab 1899 Vorsitzender des Gewerkschaftskartells und von 1894 bis 1899 auch Aufsichtsratsmitglied im Konsumverein. Von 1901 bis 1908 war er Vorsitzender des Gewerkschaftskartells in Geringswalde und von 1909 bis 1911 Mitglied des Gauvorstandes des Holzarbeiterverbandes. Von August 1911 bis April 1919 war er Angestellter der Holzarbeiterverbandes in Gera.

## Politik
Beyer war Mitglied der SPD und war von 1904 bis 1908 SPD-Vorsitzender in Geringswalde. 1917 trat er zur USPD über und wechselte 1922 zurück zur SPD.
Nach der Novemberrevolution wurde er 1918 Vorsitzender im Arbeiter- und Soldatenrat in Gera. Als Vertreter der USPD war er vom 1. Januar 1919 bis zum 26. April 1920 Mitglied des Staatsrates des Volksstaates Reuß. Vom 1. Juli 1919 bis zum 26. April 1920 war er Mitglied der Landesregierung von Reuß und dort verantwortlich für das Ressort Wirtschaft. Von 1920 bis 1924 war er Regierungsrat der Gebietsregierung Gera-Greiz mit Sitz in Gera und wurde 1924 in den Wartestand versetzt.
Von 1904 bis 1908 war er Stadtverordneter in Geringswalde. Am 2. Februar 1919 wurde er für die USPD in den letzten Landtag Reuß jüngerer Linie gewählt. Als solcher wurde er Mitglied des vereinigten Landtages des Volksstaates Reuß. Am 1. Mai 1920 schlossen sich der Volksstaat Reuß und sechs weitere thüringische Kleinstaaten zum Land Thüringen zusammen. Damit wandelte sich der Reußer Landtag in eine Gebietsvertretung. Auch dieser gehörte er bis zur Auflösung am 31. März 1923 an, auch nachdem sie sich verkleinert hatte.